# Tamara Łempicka
Tamara Łempicka, za granicą znana jako Tamara de Lempicka (ur. 16 czerwca 1894 w Moskwie lub Warszawie, zm. 18 marca 1980 w Cuernavace) – polska malarka, jedna z najbardziej rozpoznawalnych przedstawicielek stylu art déco w malarstwie.

## Młodość
Rodzicami Tamary Łempickiej byli Benno Wilhelm Hurwitz (Gurwitz) (ur. ok. 1854) oraz Malwina Gabriela z domu Dekler (ur. ok. 1868). Oboje pochodzili z rodzin żydowskich, jednak w 1891 roku przeszli na kalwinizm (Kościół ewangelicko-reformowany). Benno Hurwitz, urodzony w Lipawie (na terenie dzisiejszej Łotwy), był kupcem i synem Mojżesza Hurwitza oraz Róży Blumberg. Malwina, córka Bernarda Deklera (1841- 6 czerwca 1907) i Klementyny Baumann (ok. 1853 – 16 listopada 1910), miała 23 lata w chwili konwersji w 1891 roku. Dziadek Bernard Dekler prowadził w Warszawie firmę przez 45 lat, mieszkał na ulicy Leszno 28. Rodzice Malwiny (Bernard i Klementyna) zawarli ślub w Warszawie w 1868 roku. Bratem matki Tamary był Zygmunt Dekler (zm. 1919), lotnik. Według Kalendarium Malwina i Benno wzięli ślub w 1882 roku i zmienili nazwiska stając się Marią Górską i Borysem Górskim.
Małżeństwo Hurwitzów początkowo mieszkało w Warszawie, jednak pod koniec lat 90. XIX wieku przenieśli się do Moskwy. Ich pierwsza próba osiedlenia się tam w 1890 roku została odrzucona przez władze rosyjskie z powodu wyznania mojżeszowego. Dopiero po zmianie religii Benno uzyskał w 1891 roku czasowe, a w 1893 roku bezterminowe prawo wjazdu i pobytu w Moskwie. Z późniejszych dokumentów wynika, że Benno Wilhelm w 1915 roku ponownie zmienił wyznanie – tym razem na prawosławie – i przyjął imię Borys. W 1916 roku jego syn Stanisław również przeszedł na prawosławie, przyjmując imię Siergiej Borysowicz. Oboje zostali ochrzczeni w moskiewskim kościele prawosławnym.
W tym czasie Benno prowadził w Moskwie sklep galanteryjny. Z kolei Malwina (Gurwitz) została ujęta w spisie mieszkańców Warszawy z 1908 roku jako właścicielka nieruchomości przy ulicy Żurawiej 1. Tamara Rosa (późniejsza Tamara Łempicka) przyszła na świat 16 czerwca 1894 roku, prawdopodobnie w Moskwie, choć miejsce jej urodzenia nie zostało jednoznacznie potwierdzone. Tamara Łempicka miała dwoje rodzeństwa. Jej starszy brat, Stanisław Juliusz, urodził się 25 kwietnia 1892 roku w Warszawie. Najmłodsza z rodzeństwa, Adrianna Górska, urodziła się 31 sierpnia 1895 roku (zm. 1969). Wszystkie troje dzieci zostały ochrzczone 2 listopada 1897 roku w ewangelicko-reformowanym kościele św. Piotra i Pawła w Moskwie przez pastora Georga Pavlovicha Bruschweilera.
Gdy miała zaledwie kilka lat ojciec porzucił rodzinę i być może popełnił samobójstwo. Tamara wychowywana była w Warszawie, przez matkę i dziadków, Bernarda i Klementynę Deklerów. Być może byli zaprzyjaźnieni z Ignacym Janem Paderewskim i Arturem Rubinsteinem, ale jest to negowane w opracowaniu Sosnowskiej. Rodzinny grobowiec Deklerów znajduje się na cmentarzu żydowskim przy ul. Okopowej w Warszawie.
Od 1907 zaczęła symulować problemy zdrowotne i szantażem wymuszała coroczne wakacje we Włoszech oraz przeniesienie do szkoły w Lozannie. W trakcie owych wakacji, na które jeździła z babcią, zapoznała się ze sztuką renesansowych mistrzów, których obrazy oglądała we Florencji, Rzymie i Wenecji. Wpływ tych dzieł jest widoczny w dwóch pierwszych okresach twórczości Łempickiej. Przejawia się on w używanych przez nią czystych kolorach, dokładnym rysunku oraz draperiach i cieniach. W.g. Kalendarium w 1908 roku Tamara zwiedzała w towarzystwie babki Florencję, Rzym, Neapol, Wenecję i Mediolan.
W 1911 przeniosła się do Petersburga, znajdując lokum u krewnych Stefy i Maurycego Stiferów, gdzie poznawała z bliska życie carskiej i polskiej arystokracji.

## Małżeństwo z Tadeuszem Łempickim
Tamara Łempicka poślubiła Tadeusza Łempickiego 30 grudnia 1915 roku w kościele św. Jana Chrzciciela w Carskim Siole (obecnie część Petersburga). Dokument poświadczający zawarcie związku małżeńskiego został sporządzony wcześniej, 24 grudnia 1915 roku, w kościele św. Stanisława w Petersburgu (akt nr 7843). Świadkami ceremonii byli Maurycy Stifter – wuj Tamary (mąż siostry jej matki Stefanii z domu Dekler) oraz Jury Stifter – jej kuzyn, syn Maurycego i Stefanii. W akcie ślubu podano, że Tamara miała wówczas 21 lat, co potwierdza datę jej urodzenia jako 16 czerwca 1894 roku.
Tadeusz Łempicki, był synem bratanicy Cypriana Kamila Norwida. 16 września 1916 urodziła córkę, Marie-Christine Łempicką, w późniejszych latach znaną jako Kizette de Lempicka-Foxhall. Było to jedyne dziecko Tamary z Tadeuszem Łempickim.
W związku z rewolucją bolszewicką Tamara i Tadeusz Łempiccy złożyli 21 października 1918 roku w Komisariacie Spraw Wewnętrznych w Piotrogrodzie wspólne oświadczenie o rezygnacji z obywatelstwa rosyjskiego, podkreślając, że są obywatelami polskimi. Tamara wystąpiła w dokumencie jako Tamara Borisowna Łempicka, co świadczy o przyjęciu patronimicznej formy imienia ojca po jego konwersji na prawosławie. Na podstawie tego dokumentu oboje utracili obywatelstwo rosyjskie i uzyskali nowe dokumenty podróży. Po wyjeździe z Rosji przebywali przez około sześć miesięcy w Warszawie, gdzie załatwiali formalności związane z polskim obywatelstwem. Następnie 1 maja 1919 roku wyjechali do Kopenhagi i zamieszkali pod adresem Bredgade Str. 51, apt. 1. Danię opuścili prawdopodobnie 1 listopada 1919 roku. Po opuszczeniu Danii Łempiccy udali się do Paryża.
W innych opisach, opartych na przekazie malarki, Tadeusz Łempicki został aresztowany przez bolszewików. Aby uwolnić męża, Łempicka uzyskała pomoc szwedzkiego konsula, który w zamian za spędzenie z nim nocy pomógł jej uciec z Rosji. W tym scenariuszu małżonkowie spotkali się ponownie w Kopenhadze.
Trudna sytuacja materialna w Paryżu spowodowała, że Tamara Łempicka zaczęła malować w celach zarobkowych. Pomimo twierdzeń Tamary Łempickiej, iż w kwestii warsztatu jest samoukiem, ćwiczyła malarstwo w Académie Ranson pod kierunkiem Maurice’a Denisa, a przez krótki okres uczęszczała do pracowni kubistycznego malarza André Lhote′a w Académie de la Grande Chaumiére.

### Pierwsze prace, życie prywatne
Pierwszy raz jej prace zostały wystawione w 1922 przez Salon d′Automne dzięki siostrze artystki, Adriannie, która zasiadała w komisji dopuszczającej obrazy na wystawę.
W okresie 1922-1925 podpisywała swoje obrazy Lempitzky. W 1925 roku odbyła się pierwsza indywidualna wystawa obrazów artystki w galerii La Bottega di Poesia w Mediolanie.
W 1927 roku poznała doktora Pierre’a Boucarda. Malowała portrety jego i jego rodziny. Malarstwo Łempickiej spotkało się z pozytywnym odbiorem, a ona sama przybrała nazwisko Tamara de Lempicka, chcąc w ten sposób podkreślić swe arystokratyczne pochodzenie.
W 1928 roku Muzeum Sztuk Pięknych w Nantes kupiło jej obraz „Kizette w różowej sukience”. Był to pierwszy jej obraz sprzedany do instytucji publicznej.
W dekadzie lat 20. XX wieku Łempicka prowadziła swobodny styl życia, była znana ze skandali obyczajowych, zażywania narkotyków, licznych romansów z osobami obu płci (była biseksualna). Romanse z francuskimi kobietami lekkich obyczajów przełożyły się na treść jej odważnych aktów kobiecych, m.in. Pięknej Rafaeli (1925), do której pozowały właśnie prostytutki. W 1927 roku Tadeusz Łempicki wystąpił o rozwód, powrócił do Warszawy i ożenił się w kościele ewangelicko-reformowanym w Łodzi z Ireną Spiess, bratanicą Stefana Spiessa.
W 1929 roku kupiła mieszkanie na rue Mechain, które pomagała jej urządzać jej siostra Adrianna Górska. Wnętrze było dwupoziomowe, utrzymane w szarym kolorze z chromowanymi poręczami i z barem. Pojechała też do Stanów Zjednoczonych. Ten wyjazd był sfinansowany przez Rufusa Busha.
W 1931 dołączyła do Société des femmes artistes modernes, francuskiej grupy artystyczej.
Kilka lat po rozwodzie artystka zaczęła chorować na depresję. Leczyła się na depresję w Szwajcarii. W 1933 roku wyszła ponownie za mąż, za dziedzica austriackiego imperium browarniczego, barona Raoula Kuffnera.
Okres do 1939 roku jest to najbardziej kojarzony z Tamarą Łempicką okres twórczości – wyidealizowane portrety i akty o lekko kubicznych formach i nasyconych barwach. Z tego okresu też pochodzi jej autoportret Tamara w zielonym Bugatti, przeznaczony na okładkę czasopisma „Die Dame” i uznawany za jeden z jej najbardziej charakterystycznych obrazów art déco.

### Emigracja z Europy, życie w Ameryce Północnej
W 1938, ze względu na nazistowskie prześladowania Żydów, Kuffner sprzedał swój majątek i wyjechał wraz z Łempicką do Beverly Hills w Kalifornii. W Kalifornii artystka okresowo wzbudziła ponowne zainteresowanie krytyków, jednak z czasem jej styl uznawano za przestarzały, a Łempicka zyskała przydomek „baronowej z pędzlem”. W 1943 przeprowadzili się do Nowego Jorku, gdzie malarka kontynuowała twórczość artystyczną w swoim charakterystycznym stylu. Malowała m.in. obrazy poświęcone ofiarom II wojny światowej: Ucieczkę (gdzieś w Europie) i Uchodźców. W tym czasie podejmowała liczne eksperymenty, m.in. z abstrakcją geometryczną i surrealizmem, lecz nie uchroniło jej to przed dezaprobatą środowiska artystycznego. Wstrzymała malowanie na dekadę; w latach 50. wyznacznikiem trzeciego etapu jej malarstwa stała się szpachla, narzędzie niewykorzystywane w sztuce przed impresjonizmem. Łempicka zaczęła tworzyć monochromatyczne obrazy w beżowych lub brązowych odcieniach.

### Schyłek życia i śmierć
Baron Kuffner zmarł w 1961. Wówczas Łempicka przeniosła się do Houston w Teksasie, żeby być bliżej swej córki. Została zapomniana jako artystka, a swoją karierę uznawała za skończoną. W 1978 przeniosła się do Cuernavaca w Meksyku. Zmarła tam podczas snu 18 marca 1980. Zgodnie z życzeniem malarki jej ciało zostało skremowane, a prochy rozrzucone z helikoptera nad wulkanem Popocatepetl.

## Uznanie

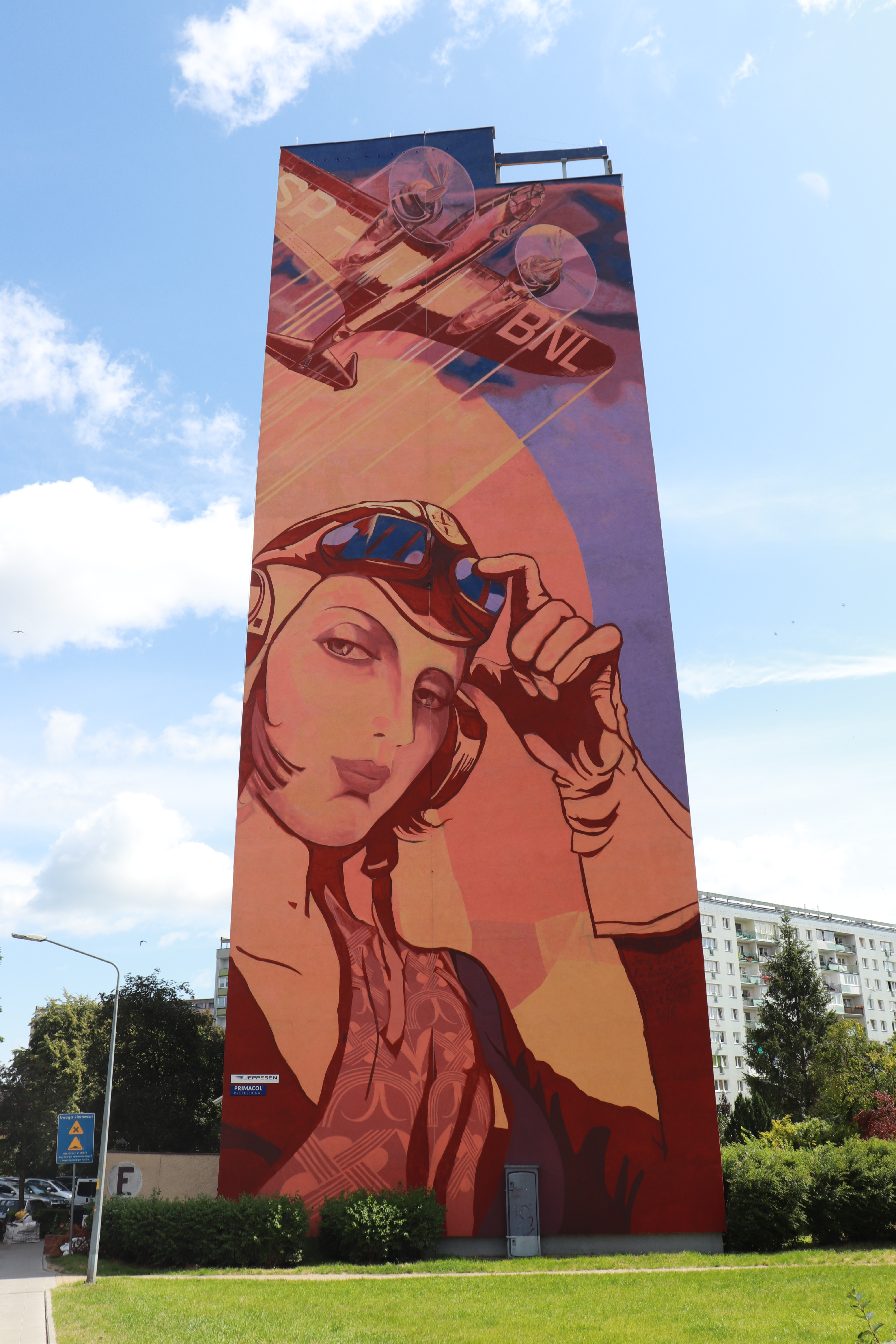
Mural autorstwa Rafała Roskowińskiego i Jacka Zdybla w Gdańsku.

W 2018 r. jej obraz La Musicienne został sprzedany na aukcji w Nowym Jorku za ponad 9 mln $, stając się najwyżej wylicytowanym obrazem polskiego artysty w historii. Rekord ten został pobity w 2019 r. Obraz pt. La tunique rose sprzedano za 13,3 mln $ (52 mln zł). Kolejny rekord został pobity w 2020 r. Obraz Portrait de Marjorie Ferry został sprzedany za 16,28 mln £ (82 mln zł).
W 2022 roku Muzeum Narodowe w Lublinie zorganizowało wystawę jej prac pt. „Kobieta w podróży”. Od 2022 do 2023 w Muzeum Narodowym w Krakowie zorganizowano wystawę dzieł malarki pt. „Łempicka”.